# Bojarin (1901)
Bojarin byl chráněný křižník postavený pro ruské carské námořnictvo v dánských loděnicích. Ve službě byl v letech 1902–1904. Byl potopen v rusko-japonské válce.

## Stavba

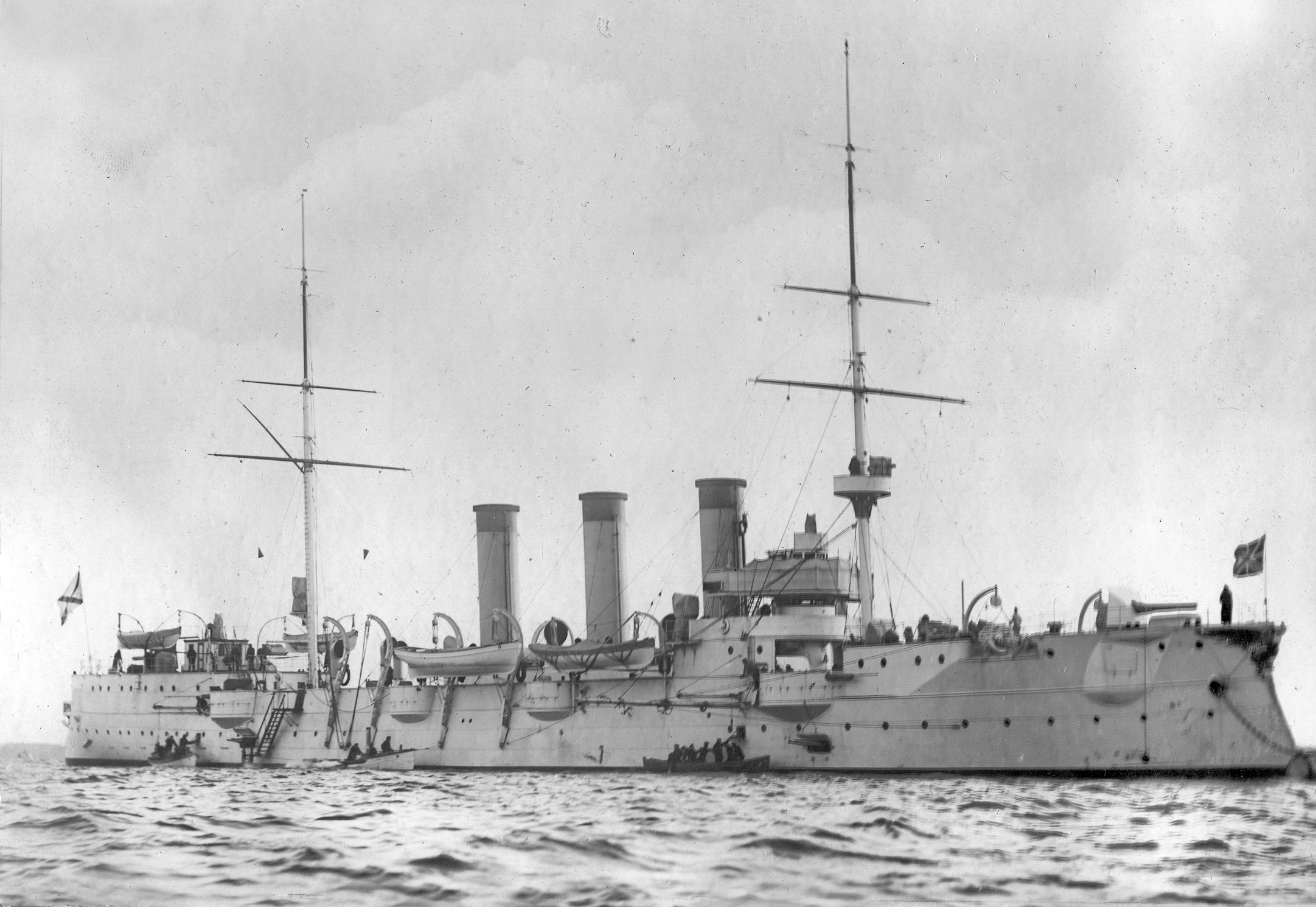
Bojarin

Křižník postavila dánská loděnice Burmeister & Wain v Kodani. Stavba byla zahájena 6. září 1900. Na vodu byl křižník spuštěn 8. června 1901 a do služby byl přijat 30. srpna 1902.

## Konstrukce

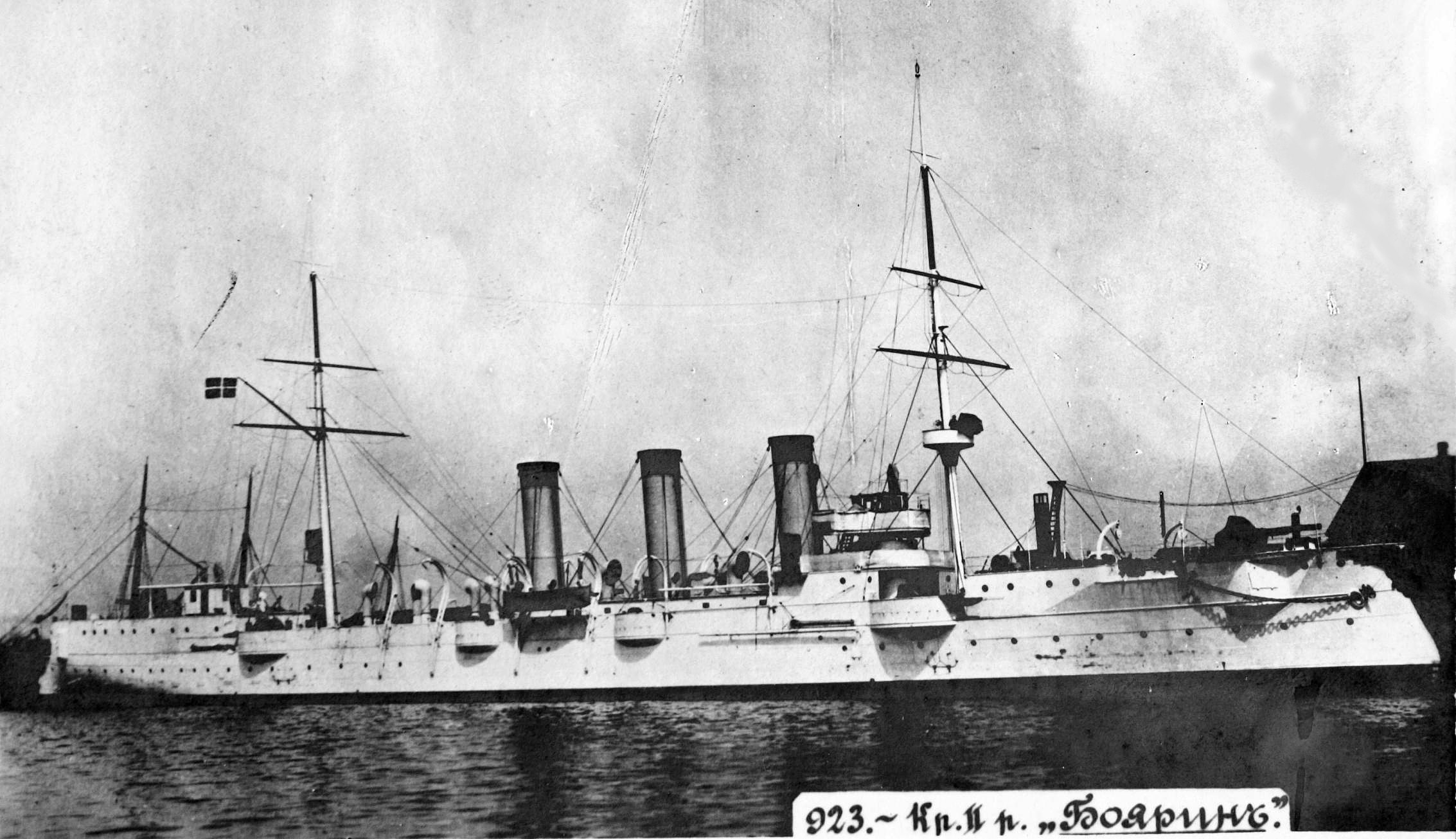
Bojarin

Křižník nesl šest 120mm Canetových děl, jeden 63mm kanón Baranovski, osm 47mm kanónů, jeden 37mm kanón a pět 450mm torpédometů. Pohonný systém měl výkon 11 500 hp. Skládal se z 18 kotlů Belleville a dvou parních strojů s trojnásobnou expanzí, pohánějících dva lodní šrouby. Nejvyšší rychlost dosahovala 22 uzlů. Dosah byl 3000 námořních mil při rychlosti 10 uzlů.

## Osudy
Křižník Bojarin bojoval v rusko-japonské válce. Dne 11. února 1904 poblíž Port Arthuru najel na minu. Při pokusu o odvlečení najel na další minu a o dva dny později se potopil.